# 阿基里斯與龜
《阿基里斯與龜》（日语：アキレスと亀）是2008年日本電影。此部電影是日本導演北野武第14部長篇電影。亦是北野武的「自我反思三部曲」的最後一部作品，作為反思自己人生的總結。
本片是第65届威尼斯国际电影节競賽作品。

## 演員與角色
現代
- 北野武 - 倉持真知壽
- 樋口可南子 - 倉持幸子（妻）
- 徳永えり - 倉持マリ（女兒）
- 大森南朋 - 畫商

青年時代
- 柳憂怜 - 真知壽
- 麻生久美子 - 幸子

少年時代
- 吉岡澪皇 - 真知壽
- 中尾彬 - 倉持利助（真知壽之父）
- 筒井真理子 - 倉持春（利助の後妻）
- 大杉漣 - 倉持富輔（真知壽的叔父）
- 圓城寺あや - 富輔之妻
- 伊武雅刀 - 菊田昭雄（畫商）

其他
- 大竹まこと
- 風祭ゆき

## 工作人員
- 編劇、剪接、導演：北野武
- 音樂：梶浦由記
- 攝影指導：柳島克己 (JSC)
- 副製作人：久保聰、梅澤道彥、太田和宏、那須野哲彌
- 美術指導：磯田典宏
- 聯合剪接：太田義則
- 製片：小宮慎二
- 音響効果：柴崎憲治
- 記錄：谷惠子
- 照明：高屋齋
- 插畫：北野武
- 錄音師：堀内戰治
- 助理導演：松川嵩史

## 資料來源
- アキレスと亀 (映画) （页面存档备份，存于）